# Domingos Custódio Guimarães
Domingos Custódio Guimarães, primeiro barão e visconde com grandeza do Rio Preto (São João del-Rei, 1802 — Valença, 7 de setembro de 1868) foi um político e fazendeiro de café brasileiro.

## Bibliografia

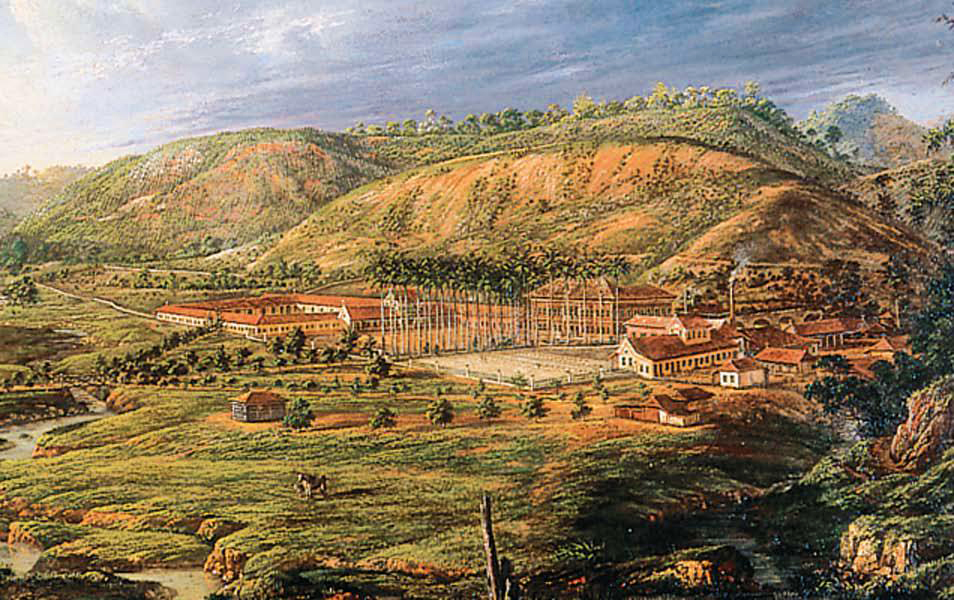
Fazenda Paraiso, oléo sobre tela.